# مسجد الشهداء (بيلايهاري)
مسجد الشهداء (بالاندونيسية: Masjid Agung Syuhada Pelaihari) هو مسجد أكبر وأقدم مسجد في منطقة تاناه لاوت في كليمنتان الجنوبية في أندونيسيا.

## التاريخ
بني المسجد في قرية بيلايهاري، ولا يعرف في أي تاريخ تم بناء المسجد، بني المسجد في أرض قياسها 7 متر في 7 متر، وأصبح مكان للعبادة المعروف باسم المسجد الشهداء وهم الشهداء، وكانت السلطات الهولندية لم تشتبه بمبنى المسجد أنه مكان لانطلاق المقاتلين إلى عند اندلاع الحرب، وفي مرحلة ما بعد الاستقلال تم تغيير دور المسجد قليلا، وأصبح يخدم جماعة قليلة لأداء عبادتهم، ولكن مع نمو عدد السكان لم يعد قادرا على استيعاب المزيد من المصلين، فقرر بناء مسجد الشعداء الكبير، ووفقا للسجلات القديمة بنى أول مسجد في عام 1935، ثم بني مسجد يبلغ طوله 40 متر وعرضه 40 متر .

## العمارة
يحتوي مسجد الشهداء على ثلاث قباب فوق الغرفة، ويحتوي أيضا على شرفة أمامية ومأذنة على سطح المبنى، تمت تسمية المسجد بمسجدالشهداء نظرا للنضال الذي قام به المخاربين ضد الاستعمار .